# Fabian Cancellara
Fabian Cancellara (* 18. března 1981, Bern, Švýcarsko) je švýcarský profesionální cyklista, specialista na časovky.
Fabian je vítěz Letních olympijských her 2008 v časovce a stříbrný medailista ze silničního závodu s hromadným startem tamtéž. Jeho hlavními úspěchy jsou vítězství v časovkách na Mistrovství světa v Salcburku, Stuttgartu, Mendrisiu a Geelongu. je vítězem závodu Paříž - Roubaix (2006, 2010, 2013) a Kolem Flander (2010, 2013, 2014). Vyhrál pět prologú na Tour de France v letech 2004, 2007, 2009, 2010 a 2012. V letech 2011 a 2013 vyhrál klasiku E3 Prijs Harelbeke. Byl třetí na Mistrovství světa v Kodani opět v časovce. V silničním závodě dojel absolutně stejně na cílové pásce s Andrém Greiplem a tak musela o bronzové medaili rozhodnout cílová fotografie.
Fabian Cancellara se v roce 2012 a 2013 se stal členem týmu spojeného Leopardem Trek a Team Radioshack. V roce 2014 a 2015 je lídrem a kapitánem týmu Trek Factory Racing. Na podzim roku 2015 Cancellara oznamuje, že sezóna 2016 bude jeho poslední v profesionální kariéře. Jeho cíle pro tuto sezónu jsou jednodenní závody a také růžový dres na Giro d'Italia. Fabian se zúčastní jako lídr švýcarského týmu na Olympijských hrách v Riu 2016 a vše povede ke svému poslednímu mistrovství světa, které je na programu v katarském Doha.